# Sandy (groupe)
Pour les articles homonymes, voir Sandy.
 (décembre 2018).

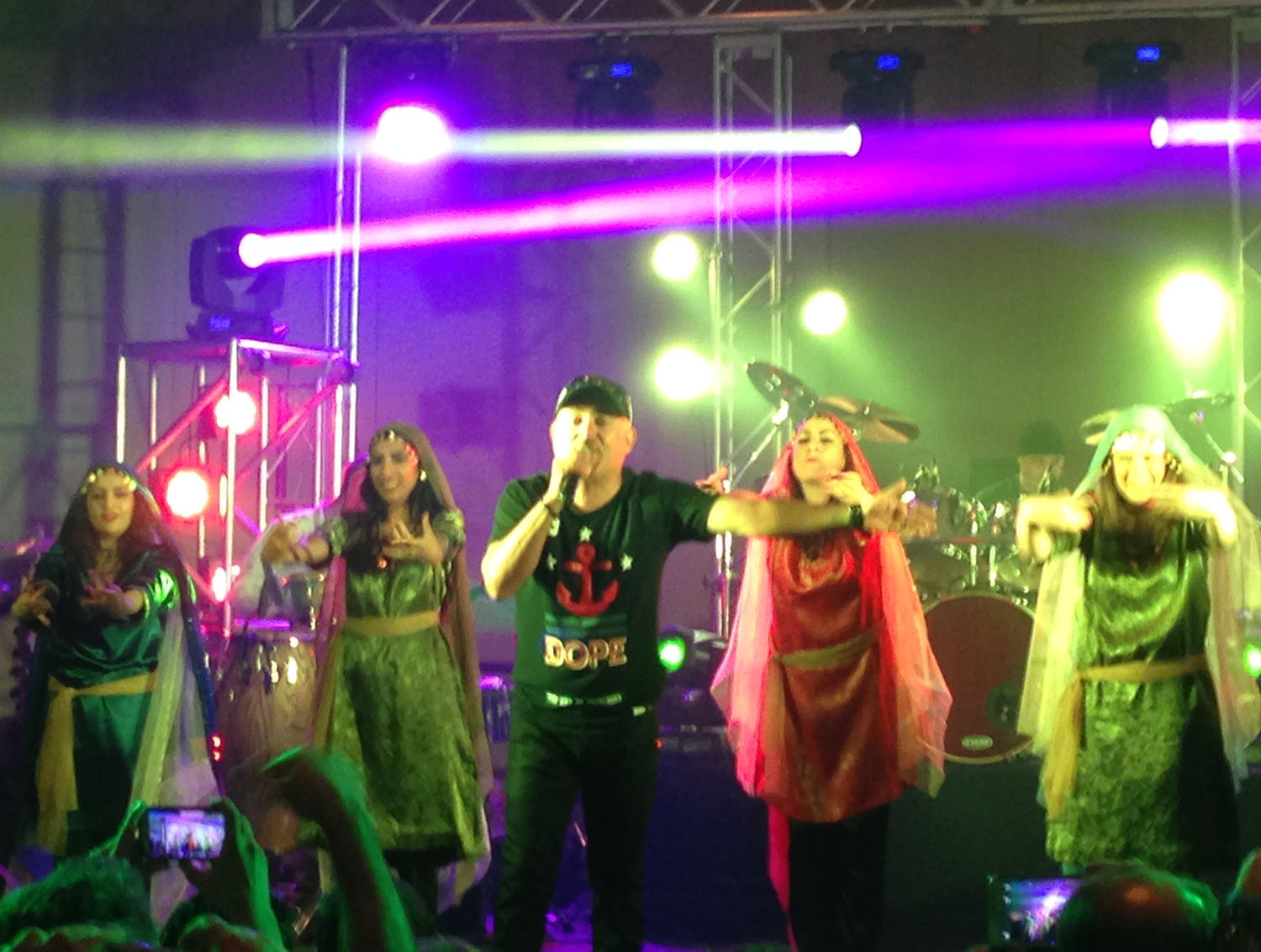
Sandy en concert à Houston en mars 2014.

Sandy est un groupe iranien de rap/pop installé à Los Angeles et devenu populaire dans les années 1990.

## Histoire
D'origine iranienne, Shahram Azar Frankfurter forma le groupe en 1987 avec Behzad Pishrow et Reza Zamini. Ils furent rejoints en 1990 par Vahid Habibzadeh et Homayun Moshir Akhbari.
En 1993, fut réalisé leur premier album, Begu Dustamdari, dans lequel apparaît la chanson Arusi Bandari, qui reprend le style Bandari, la musique traditionnelle persane, agrémenté de sonorités électroniques. Un deuxième album, Dokhtare Hadjialmas, suivit en 1994.
Deux ans plus tard, le groupe réalisa son troisième album, Ding Dang, avec le hit Dokhtar Ahwazi. À cette époque, Sandy commença une tournée aux États-Unis, et rencontra plusieurs artistes intéressants.

## Membres
- Shahram Azar, auteur-compositeur-interprète
- Behzad Pishrow, batteur
- Pierre Noghli, batteur
- Shaheen Bandari, percussionniste
- Oliver Varouzian, synthétiseur
- Ross Wright, bassiste

## Albums
- 1993 : Begu Dustamdari
- 1994 : Dokhtare Hadjialmas
- 1995 : Ding Dang (Caltex Records (en)[1])
- 1996 : Cobra
- 1998 : Top Singer
- 2000 : Raghse Javuna
- 2004 : Tagh
- 2006 : Sabok Sangin
- 2014 : Station 7
- 2021 : Album 22